# Peter Jánosi
Peter Jánosi (Vienna, 1960) è un egittologo austriaco.
Ha condotto varie campagne di scavo in Egitto; ha insegnato all'Università di Vienna ed ha scritto numerose pubblicazioni tra le quali, tradotta in italiano, "Le piramidi".